# Walter B. Miller
Walter B. Miller, właśc. Walter Benson Miller (ur. 28 marca 1920 w Filadelfii, zm. 28 marca 2004 w Cambridge) – amerykański antropolog, socjolog i kryminolog. Szeroki oddźwięk znalazły jego prace na temat subkultur i zachowań dewiacyjnych.
Miller był współtwórcą Narodowego Programu Badań nad Gangami Młodzieżowymi oraz autorem wielu publikacji, m.in. The Growth of Youth Gang Problems in the United States: 1970-98.

## Kultura klas niższych
Teoria Millera była odpowiedzią na teorię subkultur Alberta Cohena. Dla Cohena zachowania dewiacyjne klas niższych były reakcją na frustrację spowodowaną niemożliwością osiągnięcia celów i wartości obowiązujących w danym społeczeństwie. Miller wskazywał natomiast, że klasy niższe wytworzyły swój własny system wartości, odmienny od systemu wartości klasy średniej.
Każda kultura może być określona przez centralne punkty zainteresowania (focal points), czyli „dziedziny lub problemy zwracające na siebie szeroką i trwałą uwagę oraz wywołujące duże zaangażowanie emocjonalne”. Kultura klas niższych może zostać określona przez sześć takich centralnych punktów zainteresowania:
1. kłopoty (troubles) – dotyczą konfliktów z prawem i przedstawicielami władz;
2. twardość (toughness) – obejmuje takie cechy jak męskość, siłę fizyczną, odwagę, odporność, brak skrupułów, antyintelektualizm;
3. spryt (smartness) – obejmuje zachowania związane z manipulowaniem innymi ludźmi, umiejętnością radzenia sobie we wszelkich sytuacjach;
4. emocje (excitement) – oznacza poszukiwanie emocjonujących wydarzeń, odmienności od życia powszedniego;
5. przeznaczenie (fate) – wiązanie biegu wydarzeń z „losem”, „szczęściem” czy „pechem”, co wiąże się z osłabieniem poczucia odpowiedzialności za bieg własnego życia;
6. niezależność (autonomy) – nastawienie na zachowanie wolności i niezależności, niechętny stosunek do władz i narzuconych reguł.

Dodatkowe dwa punkty charakterystyczne są dla młodzieży klas niższych:
1. przynależność (belonging) – oznacza zarówno akcentowanie odrębności danej grupy od otoczenia, jak i podkreślania jej wewnętrznej integracji,
2. status - dążenie do osiągnięcia jak najwyższego statusu w danej grupie.

Nastawienie przedstawicieli klas niższych na te wartości powoduje, że ich zachowania traktowane są przez klasy dominujące jako „dewiacyjne”. Względem ich własnej subkultury należy je jednak traktować jako zachowania konformistyczne.